# امپراتور ریگن
امپراتور ریگن (به ژاپنی: 霊元天皇 Reigen)؛ زاده ۹ ژوئیه ۱۶۵۳ درگذشته ۲۴ سپتامبر ۱۷۳۲) صد و دوازدهمین امپراتور ژاپن در دوره شوگون‌سالاری توکوگاوا بود.